# Clathria basiarenacea
Clathria basiarenacea är en svampdjursart som beskrevs av Boury-Esnault 1973. Clathria basiarenacea ingår i släktet Clathria och familjen Microcionidae. Inga underarter finns listade i Catalogue of Life.